# ورزشگاه ادیون پیس وینگ هیروشیما
ورزشگاه ادیون پیس وینگ هیروشیما (به انگلیسی: Edion Peace Wing Hiroshima) (エディオンピースウイング広島) یک ورزشگاه فوتبال در هیروشیمای، ژاپن است که از سال ۲۰۲۴ میزبان باشگاه فوتبال سانفریس هیروشیما و باشگاه فوتبال زنان سانفریس هیروشیما بوده است.